# Università James Cook
L'Università James Cook è la seconda università più antica del Queensland, in Australia. Sorta nel 1970, ha la sua sede principale a Brisbane, con campus dislocati in altre città australiane situate nella fascia tropicale.

## Descrizione
I principali corsi dell'università sono:
- Arti e materie umanistiche
- Economia e commercio
- Arti creative e multimediali
- Pedagogia
- Ingegneria
- Scienze della Salute
- Tecnologie dell'informazione
- Diritto
- Medicina e scienze veterinarie
- Scienze sociali
- Scienze